# Guilhem de Saint-Leidier
Guilhem de Saint-Leidier hay Guilhem de Saint Deslier, Guillem de Saint Deidier và Guilhèm de Sant Leidier là một troubadour của thế kỷ 12, có những sáng tác trong tiếng Occitan. Ông là vị chúa của Saint Didier-en-Velay, sinh trước năm 1150, chết giữa năm 1195 và 1200. Ông được cho là đã yêu Belissende, người chị em của Dalfi d'Alvernha và vợ của Eracle III của Polignac, chúa tể của chính Guilhem.
Những tác phẩm được biết đến của ông bao gồm: 
- 15 bản canso
- 1 bản tensó
- 1 bản planh

Các văn bản cũng như bản vida của chính Guilhem đã chỉ ra rằng ông làm việc tại Gascony, Comminges, Agenais và Bordelais. Ông là nhà thơ đầu tiên được nhắc đến trong một điều tra của tu sĩ xứ Moutadon được viết trong khoảng năm 1195.
Với một bài thơ, Guilhem đã bắt đầu cuộc tranh luận thơ ca từ một câu hỏi liệu người phụ nữ có bị ô nhục khi yêu một người giàu hơn mình hay quyền lực hơn mình. Một bài thơ được biết đến của Azalais de Porcairagues đóng góp cho sự tranh luận này. Một bài thơ khác tham gia vào cuộc tranh luận đó là của Raimbaut d'Aurenga: A mon vers dirai chanso. Không lâu sau đó, có một bản partimen bàn về chủ đề trên. Nó là một cuộc tranh luận giữa Dalfi d'Alvernha và Perdigon. Sau đó là một bản tensó giữa Guiraut de Bornelh và Alfonso II xứ Aragon.
Gauseran, cháu ngoại của Guilhem, cũng là một troubadour.